# La Costa (Toralles)
La Costa és una masia de Montagut i Oix (Garrotxa) inclosa a l'Inventari del Patrimoni Arquitectònic de Catalunya.

## Descripció
La Costa és una gran masia del disseminat poble de Toralles, no pas gaire lluny del nucli format per l'església de Sant Martí i la gran masia d'El Mercer.
Està formada per dos cossos principals d'èpoques constructives diferents. El cos superior és de planta rectangular i teulat a dues aigües; l'altre cos, més modern disposa de baixos i dos pisos superiors, amb teulada a dos vessants orientats vers les façanes laterals; té uns ràfecs interessants, ornats amb motius geomètrics. La façana principal està orientada a migdia i la porta d'ingrés, protegida per un porxo i ubicada entre els dos cossos esmentats, està adovellada. A la dovella central podem llegir : " BAPTISTA/COSTA/1784". Algunes de les obertures d'aquesta façana sud varen ser realitzades amb carreus molt ben tallats. Volten el mas diverses construccions destinades a pallisses, corts i quadres.
A uns cent metres de la casa hi ha una bonica font amb la data: "1729".